# Cuba en los Juegos Paralímpicos de Pekín 2008
Cuba estuvo representada en los Juegos Paralímpicos de Pekín 2008 por un total de 31 deportistas, 26 hombres y cinco mujeres.

## Medallistas
El equipo paralímpico cubano obtuvo las siguientes medallas:
| Nombre                | Deporte   | Evento                 |
| --------------------- | --------- | ---------------------- |
| Oro                   |           |                        |
| Yunidis Castillo      | Atletismo | 100 m T46 femenino     |
| Yunidis Castillo      | Atletismo | 200 m T46 femenino     |
| Luis Manuel Galano    | Atletismo | 400 m T13 masculino    |
| Leonardo Díaz         | Atletismo | Disco F55/56 masculino |
| Isao Rafael Cruz      | Yudo      | –81 kg masculino       |
| Plata                 |           |                        |
| Lázaro Rashid         | Atletismo | 800 m T12 masculino    |
| Lázaro Rashid         | Atletismo | 1500 m T13 masculino   |
| Freddy Durruthy       | Atletismo | 400 m T13 masculino    |
| Bronce                |           |                        |
| Luis Felipe Gutiérrez | Atletismo | 100 m T13 masculino    |
| Arián Iznaga          | Atletismo | 200 m T11 masculino    |
| Ettiam Calderón       | Atletismo | 200 m T46 masculino    |
| Gerdán Fonseca        | Atletismo | Peso F44 masculino     |
| Víctor Luis Sánchez   | Yudo      | –66 kg masculino       |
| Juan Carlos Cortada   | Yudo      | –100 kg masculino      |